# Catherine de Jong
Catharina Jantina (Catherine) de Jong (Leiden, 1956) is een Nederlandse anesthesioloog, verslavingsarts, intensivist, sinds 2009 bestuurslid bij de Vereniging tegen de Kwakzalverij (VtdK), van 2011 tot 2015 als voorzitter, en bestuurslid bij de European Council of Skeptical Organisations (ECSO).

## Biografie

### Opleiding en loopbaan
De Jong begon in 1975 met een studie rechten, maar voltooide deze niet. Van 1977 tot 1987 studeerde ze geneeskunde in Groningen, deed vervolgens een cursus anesthesiologie in Sheffield in 1988, waar ze zich van 1989 tot 1994 aan het Academisch Ziekenhuis Groningen verder in specialiseerde, om van 1994 tot 1996 haar opleiding af te ronden als intensivist aan het Amsterdamse OLVG. Van 1996 tot 1997 werkte De Jong als anesthesioloog en intensivist aan het Sint Lucas Andreas Ziekenhuis, van 1997 tot 1999 als anesthesioloog aan het Academisch Medisch Centrum. Vanaf 2000 was De Jong in diverse ziekenhuizen en klinieken freelance anesthesioloog, van 2002 tot 2012 was zij als anesthesioloog en verslavingsarts verbonden aan de kliniek voor verslavingszorg Miroya. Sinds 2007 werkt De Jong als anesthesioloog in een kindertandartspraktijk in Amsterdam.

### Weerstand tegen alternatieve geneeswijzen
Tijdens haar opleiding anesthesiologie waren er twee voorvallen die haar hebben overtuigd van het gevaar van alternatieve geneeswijzen: het eerste geval was een 48-jarige vrouw met borstkanker die haar vertrouwen had gesteld in een behandeling door een natuurgeneeskundige, maar wier toestand hopeloos was geworden toen zij eenmaal in het ziekenhuis belandde. Het tweede geval betrof een 13-jarige jongen die aanvankelijk slechts een bijholteontsteking had, maar die uitgegroeid was tot een hersenontsteking omdat zijn antroposofische ouders weigerden hem antibiotica te geven. 'Als mensen door hun keuzes zichzelf of hun kinderen onnodig schade berokkenen, dan geeft mij dat een knoop in de maag. Ik heb het er ontzettend moeilijk mee,' zei De Jong, die de nadruk legde op het maken van 'verstandige, rationele keuzes' met betrekking tot gezondheid. Zij meent dat alternatieve genezers patiënten slechts een 'medisch leeg behandelritueel' geven, hen van zich afhankelijk maken, hun tijd en geld verspillen en de kans missen om hen goed te informeren.

### Sceptisch activisme
In 2004 werd De Jong lid bij de VtdK en in 2009 bestuurslid. Naar het voorbeeld van de Merseyside Skeptics Society in 2010 (die zich op haar beurt door SKEPP in 2004 had laten inspireren), organiseerden De Jong en Maarten Koller in het kader van de internationale 10:23-campagne op 5 februari 2011 samen met 30 leden van de VtdK en Stichting Skepsis te Amsterdam een homeopathische overdoseeractie om de onwerkzaamheid ervan publiekelijk aan te tonen. Gezondheidsredacteur Gerrie Riemersma van de Leeuwarder Courant bekritiseerde de 10:23-overdoseeractie omdat "een heel klein beetje werkzame stof bij herhaling gaat werken". In een reactie op het artikel stelde De Jong dat er überhaupt geen werkzame stof in die verdunningen zit en dat het eerlijke consumenteninformatie zou zijn als producenten op de verpakking van alle homeopathische producten zouden melden wat de inhoud is, net als bij geneesmiddelen verplicht is.
Op 10 oktober 2011 volgde zij Cees Renckens op als voorzitter. Als VtdK-voorzitter sprak ze zich uit tegen het gebruik van alternatieve geneeswijzen zoals acupunctuur en homeopathie, omdat nooit afdoende is bewezen dat deze een medische werking hebben; er is hooguit sprake van een placebo-effect. Een artikel in NRC Handelsblad dat ontgiften aanprees noemde zij een "kritiekloos advertorial" dat de krant "onwaardig" was. In november 2011 verweet De Jong in een brief aan rector magnificus Martin Kropff van de Wageningen Universiteit dat zij pseudowetenschap een podium gaf door enkele alternatieve therapeuten in een reeks lezingen te laten spreken over biofysische geneeskunde. De Raad van Bestuur van Wageningen Universiteit reageerde dat de bezoekers (studenten en medewerkers) zelf wel in staat zouden zijn om zin en onzin te onderscheiden, dat zij slechts discussie wilde voeren over wat er in de samenleving aan al dan niet idiote ideeën leeft zonder die te legitimeren en zij erkende dat biofysische geneeskunde een stroming is die ver buiten de reguliere wetenschapsopvatting staat.
In november 2014 veroordeelde de rechter een natuurgenezeres die patiënten met ibogaïne behandelde, hetgeen in een geval fataal afliep en bij een andere cliënt leidde tot blindheid,  tot 141 dagen celstraf. Naar aanleiding van deze rechtszaak pleitte De Jong namens de VtdK samen met het Trimbos-instituut en Informatie Voorziening Verslavingszorg voor streng toezicht op particuliere verslavingsklinieken en natuurgenezers die drugsverslaafden behandelen. Terwijl de verslavingsgeneeskunde een specialisme in ontwikkeling is dat in december 2012 door de KNMG als profiel is erkend, waarschuwde De Jong ervoor dat van geen enkele alternatieve geneeswijze is aangetoond dat zij effectief is om verslaafden te helpen, terwijl er in sommige gevallen sprake is van regelrechte oplichting van patiënten.
Op 24 augustus 2013, tijdens het 15e European Skeptics Congress in Stockholm, hield De Jong een lezing over pseudowetenschappelijke verslavingsbehandelingen. Ze stelde dat het onwaar is dat het "medische establishment" onderzoek naar alternatieven als ibogaïne weigert: al in de jaren 1950 en 1960 bleek uit experimenten dat die niet werkten. De volgende dag werd zij door het Congress verkozen tot algemeen bestuurslid van de ECSO.
Toen in september 2014 Groningse homeopaten verdunde "granulen" slikken aanbevolen voor slachtoffers van de West-Afrikaanse ebola-uitbraak en tweemaal daags muziek luisteren tegen besmetting, noemde De Jong dat "misdadig" en zei: "Homeopaten moeten zich met hun waandenkbeelden verre houden van deze patiënten". Op 3 oktober werd de ironische Meester Kackadorisprijs gegeven aan voorzitter Pauline Meurs van ZonMw om een rapport dat adviseerde meer onderzoek te doen alternatieve geneeswijzen, hetgeen De Jong een verspilling van kostbare tijd, geld en mankracht noemde, aangezien er al 40 jaar onderzoeken naar zijn gedaan die nog nooit betere resultaten dan het placebo-effect hebben opgeleverd.
In oktober 2015 werd De Jong als voorzitter opgevolgd door Nico Terpstra; ze bleef algemeen bestuurslid van de VtdK.
In 2017 deed De Jong mee aan het televisieprogramma Undercover in Nederland, waarbij zij met een verborgen camera een bezoek bracht aan voormalig arts en veroordeeld behandelaar van Sylvia Millecam, René Broekhuyse. Dit leidde tot een klacht bij de inspectie tegen Broekhuyse door Undercover in Nederland.

## Persoonlijk
Catherine de Jong is getrouwd en heeft twee kinderen.

## Publicaties
- (en)  Brewer, Colin, de Jong, Catherine, Williams, Jonathan  (januari 2014). Rapid opiate detoxification and antagonist induction under general anaesthesia or intravenous sedation is humane, sometimes essential and should always be an option. Three illustrative case reports involving diabetes and epilepsy and a review of the literature.. Journal of Psychopharmacology  28 (1): 67-75. DOI:10.1177/0269881113504835.